# Час в Індонезії

Карта часових поясів Індонезії

Індонезійський архіпелаг географічно простягається в чотирьох часових поясах від UTC+06:00 в Ачеху до UTC+09:00 в Папуа. Однак уряд Індонезії визнає лише три часові пояси на своїй території, а саме:
- Час у Західній Індонезії (WIB) — на сім годин вперед (UTC+07:00) від Всесвітнього координованого часу (UTC);
- Центральний Індонезійський час (WITA) — на вісім годин вперед (UTC+08:00) від UTC;
- Час у Східній Індонезії (WIT) — на дев’ять годин вперед (UTC+09:00) від UTC.

Межа між західним і центральним часовими поясами була встановлена як лінія, що проходить на північ між Явою і Балі через межі провінцій Західного і Центрального Калімантану. Кордон між центральним і східним часовими поясами проходить на північ від східного краю Індонезійського Тимору до східного краю Сулавесі.
Літній час (DST) більше не дотримується ніде в Індонезії.

## Поточне використання
В Індонезії стандартний час ділиться на три часові пояси:

## Історичне використання
Під час колоніальної ери часові пояси в Індонезії (Нідерландська Ост-Індія) регулювалися таким чином:
| Часовий пояс                    | Нідерландською                | UTC зсув  | Місце |
| ------------------------------- | ----------------------------- | --------- | --- |
| Час на Північній Суматрі        | Північно-Суматранський час    | UTC+06:30 | Ачех, Паданг і Медан. |
| Час на південній Суматрі        | Південно-Суматранський час    | UTC+07:00 | Бенгкулу, Палембанг і Лампунг. |
| Час на Яві                      | Тид на Яві                    | UTC+07:30 | Ява, Балі, Мадура і Калімантан. |
| Celebes                         | Celebes tijd                  | UTC+08:00 | Сулавесі і Малі Зондські острови. |
| Молуккський час                 | Molukken tijd                 | UTC+08:30 | Тернате, Намлеа, Амбон і Банда. |
| Нова Гвінея                     | Нью-Гвінея tijd               | UTC+09:00 | Західний Іріан. Його спостерігали з 1 листопада 1932 року по 31 серпня 1944 року.                                                                                           |
| Час у Голландській Новій Гвінеї | Nederlandse Nieuw-Guinea tijd | UTC+09:30 | Західний Іріан протягом названого Нідерландська Нова Гвінея, тому що Нідерланди все ще утримують Західний Іріан . Відзначався з 1 вересня 1944 року по 31 грудня 1963 року. |

Західні частини Індонезії дотримувалися 30-хвилинного літнього часу (DST) з 1 листопада 1932 р. по 23 березня 1942 р. та з 23 вересня 1945 р. по 1 січня 1964 р. (за винятком періоду з 1 травня 1948 р. по 1 травня 1950 р., коли замість цього переходив на 1 годину літнього часу ). Західний і Центральний Борнео також дотримувався 1 години літнього часу з 1 січня 1964 по 1 січня 1988. Східна Індонезія дотримувався 30 хвилин літнього часу з 1 вересня 1944 до 1 січня 1964. Крім того, 20-хвилинний літній час спостерігався на Яві та Суматрі з 1 січня 1924 року. до 1 листопада 1932 р.[6]
З 23 березня 1942 року по 23 вересня 1945 року як західна, так і центральна частини Індонезії використовували японський стандартний час (JST) (UTC+09:00) заради ефективності японських військових операцій в Індонезії[7]. Це означало, що західні частини Індонезії Індонезії дотримувався 2-годинний літній час, а в центральних частинах Індонезії дотримувався 1-годинний літній час під час японської окупації з 1942 по 1945 рік.